# Wiktor Sobieszczański
Wiktor Sobieszczański herbu Rogala (ur. 1807 w Podhorcach - zm. 2 kwietnia 1891 we Lwowie), ziemianin, działacz społeczny i gospodarczy 
Od 1828 studiował na wydziale Prawa i Administracji uniw. w Warszawie. Właściciel dóbr Antonówka (obecnie część Hrubieszowa), w pow. hrubieszowskim. Członek Towarzystwa Rolniczego w Królestwie Polskim (1861). W 1865 po ożenieniu się przeniósł się do Galicji. Właściciel dóbr w pow. złoczowskim.  
Od 1870 członek oddziału kamioneckiego (1870), oddziału złoczowsko-przemyślańskiego (1870–1872), oddziału lwowskiego (1873–1885) Galicyjskiego Towarzystwa Gospodarskiego. Członek Komitetu GTG (30 czerwca 1871 - 24 czerwca 1874). Członek wydziału Galicyjskiego Towarzystwa Muzycznego we Lwowie (1874–1878).

## Rodzina
Pochodził z rodziny ziemiańskiej z pow. hrubieszowskiego w Królestwie Polskim. Syn Witalisa i Gertrudy ze Szlachcińskich. Ożenił się w 1865 z Honoratą z domu Bohdan (1825–1886).